# 9А85
9А85 — советская и российская самоходная пуско-заряжающая установка из состава ЗРС С-300В.

## Описание конструкции
Пуско-заряжающая установка 9А85 предназначается для хранения, перевозки и заряжания пусковой установки 9А83 четырьмя зенитными управляемыми ракетами 9М83. Кроме того имеется возможность производить пуск ракет при сопряжении с пусковой установкой 9А83. Для заряжания пусковой установки, на 9А85 имеется специальной крановое оборудование грузоподъёмностью 6350 кг. Заряжание может производиться также с грунта или с транспортных средств, также имеется возможность осуществлять самозаряжание. Полный цикл заряжания 9А83 составляет от 50 до 60 минут. В отличие от остальных элементов ЗРС С-300В, на пуско-заряжающей установке 9А85 для обеспечения электропитания используются дизельные агрегаты вместо газотурбинных.

### Ходовая часть
Все средства пуско-заряжающей установки 9А85 установлены на специальное гусеничное шасси, имеющее индекс ГБТУ — «Объект 835». Шасси разработано в конструкторском бюро Ленинградского завода имени Кирова. В основе конструкции лежит шасси самоходной пушки 2С7 «Пион». Изменено положение моторно-трансмиссионного отделения (перенесено в кормовую часть машины), узлы и агрегаты шасси по отдельным узлам унифицированы с танками Т-72 и Т-80.

## Модификации
- 9А85 — пусковая установка ЗРС С-300В
- 9А85М — пусковая установка ЗРС С-300ВМ с ЗУР 9М83М